# Indigofera sarmentosa
Indigofera sarmentosa är en ärtväxtart som beskrevs av Carl von Linné d.y.. Indigofera sarmentosa ingår i släktet indigosläktet, och familjen ärtväxter. Inga underarter finns listade i Catalogue of Life.